# Haplostoma setiferum
Haplostoma setiferum är en kräftdjursart som beskrevs av Shigeko Ooishi och Rolf Dieter Illg 1977. Haplostoma setiferum ingår i släktet Haplostoma och familjen Ascidicolidae. Inga underarter finns listade i Catalogue of Life.